# Revue thomiste
La Revue thomiste est une revue trimestrielle de théologie et de philosophie catholique fondée en mars 1893 par les pères dominicains Marie Thomas Coconnier, Ambroise Gardeil et Pierre Mandonnet à la suite de l'appel du pape Léon XIII qui préconise en 1879 dans l'encyclique Æterni Patris un renouveau des études thomistes.

## Historique
La création de la revue est soutenue par le père Marie-Joseph Lagrange
C'est une revue trimestriel à comité de lecture éditée à Toulouse.
La revue ouvre un débat philosophique et théologique auquel participeront en premier lieu les Dominicains et les penseurs du néothomisme comme Étienne Gilson et Jacques Maritain.

## Directeurs de la Revue thomiste
- 1893 - 1908 : Marie Thomas Coconnier, o.p.
- 1908 - 1920 : Ambroise Montagne, o.p.
- 1920 - 1923 : Raymond Cathala, o.p.
- 1924 - 1925 : André Gigon, o.p.
- 1926 - 1928 : Marie-Vincent Bernadot, o.p.
- 1928 - 1929 : Marie-François Cazes, o.p.
- 1930 - 1936 : Paul Aune, o.p.
- 1936 - 1954 : Marie-Michel Labourdette, o.p.
- 1954 - 1990 : Marie-Vincent Leroy, o.p.
- 1991 - 2009 : Serge-Thomas Bonino, o.p.
- 2009 - 2010 : Emmanuel Perrier, o.p.
- 2011 - 2012 : Serge-Thomas Bonino, o.p.
- septembre 2012 - Actuel : Philippe-Marie Margelidon, o.p.

## Bibliothèque de la Revue thomiste
La Revue thomiste est à l'origine d'une collection d'ouvrage, la Bibliothèque de la Revue thomiste, publiée entre 1938 et 1970 aux éditions Desclée de Brouwer et depuis 2004 aux éditions Parole et Silence.